# Liste des gouverneurs actuels des régions de la Gambie
 (août 2023).
Cette page dresse la liste des gouverneurs actuels des 6 régions de la Gambie (5 régions au sens strict et la ville de Banjul).

## Gouverneurs des régions
| Région        | Statut     | Nom                         | Depuis (le) |
| ------------- | ---------- | --------------------------- | ----------- |
| Banjul        | Maire      | Abdoulie Bah                | Avril 2013  |
| Central River | Gouverneur | Sulayman Barry              | Mars 2017   |
| Lower River   | Gouverneur | Fanta Bojang Samateh-Manneh | Mars 2017   |
| North Bank    | Gouverneur | Ebrima K.S. Dampha          | Mars 2017   |
| Upper River   | Gouverneur | Fatou Jammeh-Touray         | Mars 2017   |
| West Coast    | Gouverneur | Ebrima Mballow              | Mars 2017   |